# Moosbach (Schwarzach, St. Veit in Defereggen)
Der Moosbach ist ein Bach in der Gemeinde St. Veit in Defereggen (Bezirk Lienz). Der Bach entspringt an der Südseite der Lasörlinggruppe und mündet südwestlich von Moos in die Schwarzach.

## Verlauf
Der Moosbach entspringt an den Südabhängen der Lasörlinggruppe zwischen der Deferegger Höhe und dem Kreuzberg. Seine Quellhöhe wird in Kartenwerken mit rund 1620 Metern angegeben, darüber liegen zwei von Nordwesten bzw. Nordosten einmündende, zeitweise wasserführende Quellarme, die als Mooser Tol bzw. Stoditz Tol bezeichnet werden. Der Moosbach fließt in südsüdöstlicher Richtung großteils durch bewaldetes Gebiet, wobei sich östlich der Mooser Berg befindet. Im Mittellauf unterquert der Moosbach die Moosbachgalerie, die die Straße zwischen den Ortsteilen Ober- und Unterbergl sowie Moos vor Vermurungen schützt. Im Unterlauf unterquert der Moosbach die Defereggentalstraße (L25) und eine weitere Lawinengalerie. Kurz danach mündet der Moosbach von links in die Schwarzach.
Der Moosbach liegt zwischen dem Einzugsgebiet des Mellitzgrabens im Westen und des Köfele Bachs im Osten. Er nimmt im Unterlauf rechtsseitig das in Unterberg entspringende, kurze Gumpelesbachl auf.
Der Moosbach weist über seine gesamte Länge einen geringen Verbauungsgrad und eine unbeeinflusste Hydrologie auf. Das Umland des Moosbachs hat eine mittlere Nutzungsintensität, die die Gewässerraumausprägung wird als naturnah eingeschätzt. Insgesamt weist der Moosbach auf seiner gesamten Strecke eine hohe bis sehr hohe naturräumliche Bedeutung auf.

## Geschichte
Nachdem es 2020 im zwischen der 1968 errichteten Mellitzgalerie und dem Mellitztunnel an der Defereggentalstraße zu einem Felssturz gekommen war, begannen 2021 Arbeiten zur Neuerrichtung der Mellitzgalerie und zur Errichtung der Moosbachgalerie an der Defereggentalstraße. Im Zuge der Arbeiten wurde der Moosbach umgeleitet.